# 田代剛のひなたんラジオ
田代剛のひなたんラジオ（たしろごうのひなたんラジオ）は2016年3月28日から2018年9月28日まで平日 6:30 - 8:30（JST） に宮崎放送（MRTラジオ）で放送していた早朝ワイド番組。

## 概要
番組内容は、ニュース・気象情報・交通情報を中心に途中全国ネット番組を織り混ぜながら番組を進めていく。
2018年9月28日で番組は終了し、この時間帯は「おはよう!ニュースキャッチ」に引き継がれた。

## 出演者
- 田代剛（出演当時宮崎放送アナウンサー）

## タイムスケジュール
- 6:30 オープニング
- 6:40 河村通夫の大自然まるかじりライフ
- 6:50 JFマリンバンク海の天気予報(企画ネット番組)
- 6:55 ケンコーラジオショッピング
- 7:00 おめざリクエスト（リスナーからのリクエスト曲とそれに纏わるエピソードを流す）
- 7:10 やじうまニュースネットワーク
- 7:25 交通情報
- 7:30 武田鉄矢・今朝の三枚おろし
- 7:40 mrtニュース・天気予報
- 7:45 歌のない歌謡曲（企画ネット番組・同局担当は高瀬みち子アナウンサー）
- 8:00 日本全国8時です
- 8:15 mrtニュース・天気予報
- 8:20 ススキハッピーモーニング・鈴木杏樹のいってらっしゃい
- 8:25 エンディング